# Ranger 4
Ranger 4 byla bezpilotní sonda organizace NASA z USA určená k průzkumu Měsíce.
Celý projekt programu Ranger připravila Jet Propulsion Laboratory (JPL) v Pasadeně u Los Angeles.

## Start

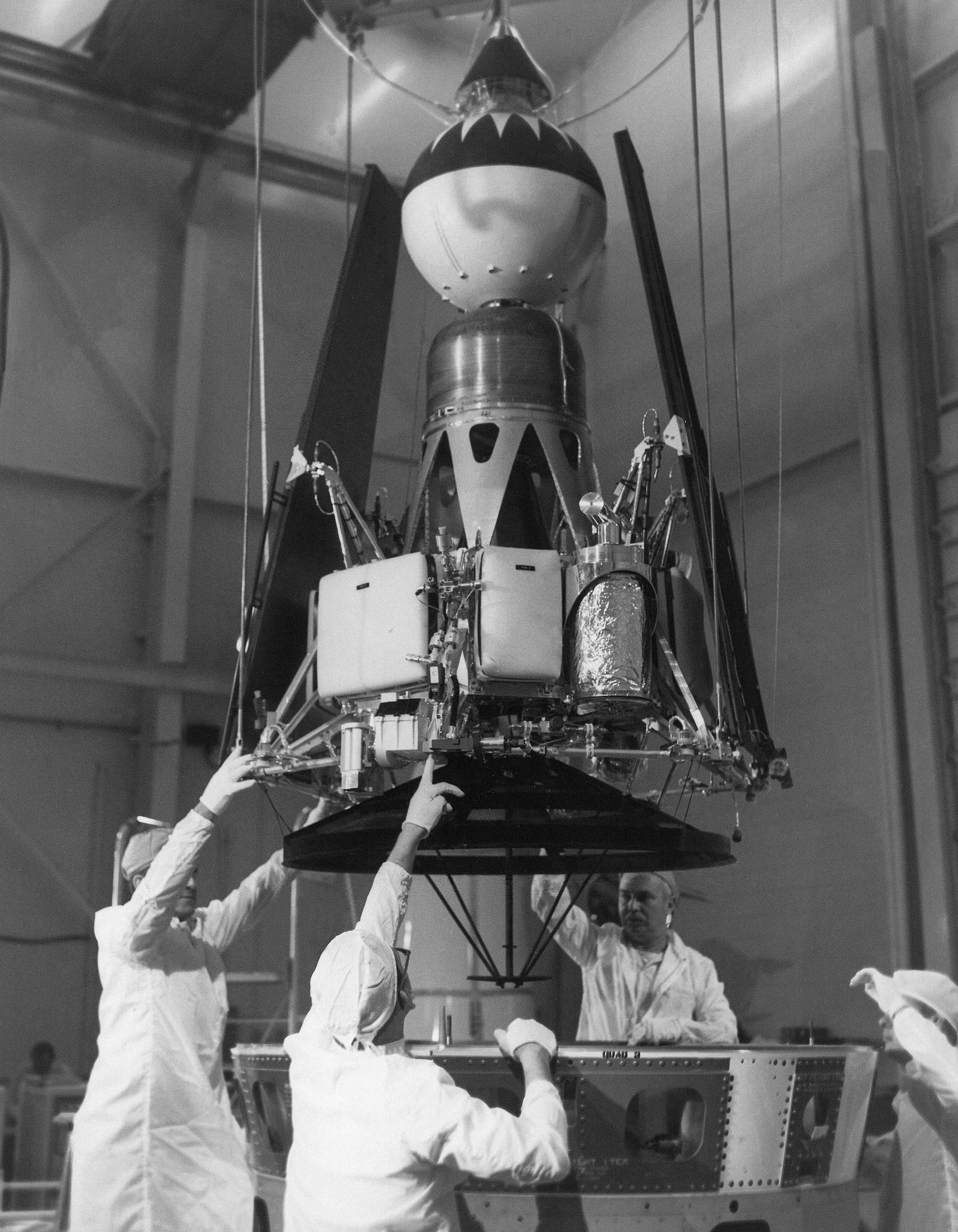
Sonda Ranger 4 v péči vědců

S pomocí dvoustupňové rakety Atlas-Agena B odstartovala sonda z rampy na kosmodromu
Eastern Test Range na Floridě dne 23. dubna 1962. V katalogu COSPAR dostala přidělené označení 1962-012A.

## Konstrukce sondy
Váha byla 328 kg. Obsahovala mj.panely slunečních baterií, chemické baterie s výdrží na 9 hodin letu, televizní kameru se speciálním dalekohledem, výškoměr, spektrometr atd.

## Program
Cílem tohoto letu bylo sondu vyzkoušet před vysláním dalších sond programu Ranger už na povrch Měsíce. Měla měřit na určené dráze kosmické záření, magnetická pole, dopady mikrometeoritů, dopravit na povrch Měsíce pouzdro se seismometrem, už v době příletu k Měsíci pořizovat jeho snímky. Měla napravit neúspěch jak misí Pioneer z let 1958-1959, tak zejména všech předchozích sond Ranger, vypuštěných v letech 1961 – 1962.

## Průběh letu
Start se sice vydařil, jenže jakmile se raketa od sondy oddělila bylo zjištěno, že palubní počítač je bez zdroje proudu. K závadě došlo pravděpodobně během předletové sterilizace sondy. Protože se neotevřely ani panely slunečních baterií, vlastní chemické články se brzy vybily a spojení se přerušilo. Neovládaná dopadla 26. dubna 1962 na odvrácenou stranu Měsíce pravděpodobně v oblasti kráteru Joffe. Byla to první sonda USA, která na tuto stranu dopadla, ovšem přesto i tato mise byla neúspěšná.
V této etapě závodu o dosažení Měsíce vedl zatím SSSR s jeho programem Luna.